# Bocundji Ca
Bocundji Ca (Biombo, 28 de Dezembro de 1986) é um ex-futebolista guineense, naturalizado francês, que atuava como volante.
Bocundji Cá construiu toda sua carreira na França, com maiores passagens pelo Tours FC e Stade de Reims.

## Seleção nacional
Ca representou o elenco da Seleção Guineense de Futebol na Campeonato Africano das Nações de 2017.